# Zulia brunnea
Zulia brunnea är en insektsart som först beskrevs av Victor Lallemand 1927.  Zulia brunnea ingår i släktet Zulia och familjen spottstritar. Inga underarter finns listade i Catalogue of Life.